# Riverview (Michigan)
Riverview è una città della Contea di Wayne, nello Stato del Michigan. La popolazione nel 2010 era di 12 486 abitanti. Fa parte della periferia di Detroit, situata lungo il fiume fiume Detroit. È diventata una comunità nel 1922 e città nel 1959.